# ساندرین دوسان
ساندرین دوسان، فوتبالیست فرانسوی، به تاریخ ۲۳ مارس ۱۹۸۴ در ویشی به دنیا آمد. او در پُست دفاع میانی، در المپیک لیونه و اف‌سه‌اف ژوویزی بازی کرد. دوران حرفه‌ای او در سال ۲۰۱۷ به پایان رسید. او پنج قهرمانی لیگ ۱ فرانسه، دو جام حذفی فرانسه و یک قهرمانی لیگ قهرمانان اروپا را در کارنامهٔ خود دارد.
او ۴۷ بازی ملی برای تیم فرانسه انجام داد و یک گُل برای «پیراهن آبی‌ها» به ثمر رساند.

## زندگی‌نامه
او فوتبال را با یک تیم مختلط در شهر کروزیه-لو-ویو آغازید. سپس در ۱۴ سالگی به اف‌سه‌اف نوردآلیه ایزور پیوست. در یک بازی در برابر آلمان (۰–۴) به سال ۲۰۰۰، برای نخستین بار به اردوی تیم ملی زیر ۱۶ سال دعوت شد.
۱۸ مارس ۲۰۰۳ در جام آلگاروه، او نخستین بار برای تیم فرانسه در برابر فنلاند (پیروزی ۱–۰) حضور یافت. او در دقیقهٔ ۸۸ با استفانی موگنرت-بقه تعویض شد و وارد زمین شد. سپس در سال ۲۰۰۳ به المپیک لیونه پیوست و کاپیتان آن تیم شد. او در جام ملت‌های اروپا ۲۰۰۵، که در انگلستان برگزار شد، شرکت کرد.
در زمستان ۲۰۰۸، او در تمرینات به شدت آسیب دید و از ناحیهٔ زانوی چپ، به پارگی رباط چلیپایی (صلیبی) دچار شد. پس از بازگشت به بهترین سطح خود در آغاز فصل ۲۰۰۹–۲۰۱۰، در جریان بازی مقابل اف‌سه‌اف هِنین-بومون (۳–۱) به تاریخ ۱۵ نوامبر ۲۰۰۹ دوباره مصدوم شد و زردپی (تاندون) آشیل پای راستش پاره شد.
در ۲۷ مارس ۲۰۱۱ در ۱۸مین روز مسابقات در برابر مون پلیه اَش‌اِس‌سه، او دوباره قربانی مصدومیت جدی شد: پارگی رباط چلیپایی (صلیبی) جلوی زانو، که او را از حضور در جام جهانی ۲۰۱۱ محروم کرد.
پس از اینکه تندرستی خود را بازیافت، در ژوئیه ۲۰۱۲ به اف‌سه‌اف ژوویزی اِسون پیوست.

## جوایز و افتخارات
- قهرمانی لیگ ۱ فرانسه در ۲۰۰۷، ۲۰۰۸، ۲۰۰۹، ۲۰۱۰ و ۲۰۱۱ با المپیک لیونه
- برنده جام حذفی فرانسه در ۲۰۰۴ و ۲۰۰۸ با المپیک لیونه
- فینالیست جام حذفی فرانسه در ۲۰۰۵، ۲۰۰۶ و ۲۰۰۷ با المپیک لیونه
- فینالیست لیگ قهرمانان اروپا در ۲۰۱۰ با المپیک لیونه
- قهرمانی لیگ قهرمانان اروپا در ۲۰۱۱ با المپیک لیونه
- ۴۷ باز ملی برای تیم فرانسه، ۱ گُلِ زده.